# Florence Barker
Florence Barker (Los Angeles, 22 novembre 1891 – Los Angeles, 15 febbraio 1913) è stata un'attrice statunitense teatrale e cinematografica che lavorò alla Biograph, in prevalenza sotto la direzione di David W. Griffith.
Morì di polmonite, il 15 febbraio 1913, a soli ventun anni.

## Filmografia
- An Awful Moment, regia di David W. Griffith - cortometraggio (1908)
- The Girls and Daddy, regia di David W. Griffith - cortometraggio (1909)
- The Salvation Army Lass, regia di David W. Griffith - cortometraggio (1909)
- The Faded Lilies, regia di David W. Griffith - cortometraggio (1909)
- Getting Even, regia di David W. Griffith - cortometraggio (1909)
- Choosing a Husband, regia di David W. Griffith - cortometraggio (1909)
- The Dancing Girl of Butte, regia di David W. Griffith - cortometraggio (1910)
- Her Terrible Ordeal, regia di David W. Griffith - cortometraggio (1910)
- The Call, regia di David W. Griffith - cortometraggio (1910)
- The Last Deal, regia di David W. Griffith - cortometraggio (1910)
- The Course of True Love, regia di David W. Griffith o Frank Powell[1] - cortometraggio (1910)
- One Night and Then, regia di David W. Griffith - cortometraggio (1910)
- The Englishman and the Girl, regia di David W. Griffith - cortometraggio (1910)
- The Newlyweds, regia di David W. Griffith - cortometraggio (1910)
- The Man, regia di David W. Griffith - cortometraggio (1910)
- The Love of Lady Irma, regia di Frank Powell - cortometraggio (1910)
- Faithful, regia di David W. Griffith - cortometraggio (1910)
- The Two Brothers, regia di David W. Griffith - cortometraggio (1910)
- The Kid, regia di Frank Powell - cortometraggio (1910)
- The Tenderfoot's Triumph, regia di Frank Powell - cortometraggio (1910)
- The Way of the World, regia di David W. Griffith - cortometraggio (1910)
- Up a Tree, regia Frank Powell - cortometraggio (1910)
- The Gold Seekers, regia di David W. Griffith - cortometraggio (1910)
- An Affair of Hearts, regia Frank Powell[2] o David W. Griffith[3][1] - cortometraggio (1910)
- A Knot in the Plot, regia di Frank Powell - cortometraggio (1910)
- The Impalement, regia di David W. Griffith - cortometraggio (1910)
- A Victim of Jealousy, regia di David W. Griffith - cortometraggio (1910)
- A Child's Impulse
- A Midnight Cupid

- Priscilla and the Umbrella, regia di Frank Powell - cortometraggio (1911)